# Dietrich Lohmann
Dietrich Lohmann (Schnepfenthal, Alemania, 9 de marzo de 1943 - Duarte, California, Estados Unidos, 13 de noviembre de 1997) fue un director de fotografía alemán.

## Vida
Dietrich Lohmann creció en Berlín donde hizo el Bachillerato. En la Escuela de Óptica y de la técnica fotográfica de Berlín Lohmann recibió su formación como asistente de cámara. En 1967 él fue asistente del camarógrafo Thomas Mauch y trabajó en esta función en algunas de las primeras producciones del Nuevo cine alemán.
En el debut de Ula Stöckls Neun Leben hat die Katze Lohmann dio junto con Thomas Mauch su debut como director de fotografía en un largometraje. En los años siguientes, Lohmann se convirtió en uno de los más importantes camarógrafos del Nuevo cine alemán, cuyo estilo él marcó de forma decisiva. En particular, Rainer Werner Fassbinder trabajó al principio, a menudo con él. Primero filmó en blanco y negro, luego sus posteriores grabaciones en color también fueron, igual que sus anteriores grabaciones, fríos y reservados, a menudo aparentemente mal iluminadoss y no siguiendo primordialmente el desarrollo del argumento.
A partir de 1971 Lohmann enseñó como Profesor en la Academia de Televisión de Berlín y en el Departamento Documentalista de la Universidad de Televisión y Cine de Munich. Desde 1978 él estuvo activo para la televisión austriaca detrás de la cámara y, en particular, en los episodios de la parodia de las series criminales Kottan investiga de Peter Patzaks.
En 1986 Lohmann fue nombrado como director de fotografía para la serie de televisión estadounidense de 12 episodios Norte y Sur, por lo que ganó notoriedad en el cine estadounidense. En 1990 se estableció en Los Ángeles y filmó algunas producciones de Hollywood como Wedlock (1991), El color de la noche (1994), El pacificador (1997) y Deep Impact (1998). Esta película, que es también su más conocida, fue su último trabajo en su carrera. Dietrich Lohmann murió poco después de leucemia, que contrajo durante su trabajo en la película antes de que la película fuese definitivamente terminado y enseñado, tres semanas después de que su trabajo en la película había terminado definitivamente. En recuerdo a su trabajo la película se hizo luego en honor a su memoria.
Dietrich Lohmann estaba casado y tenía una hija.

## Filmografía
- 1968: Señales de vida (asistente de cámara)
- 1968: Últimas palabras (Cortometraje; asistente de cámara)
- 1968: Los artistas en la cúpula de circo: sin consejo (asistente de cámara)
- 1968: Klaus (Cortometraje)
- 1968: Nueve vidas tiene el gato (Neun Leben hat de Katze)
- 1968: Medidas contra fanáticos (Cortometraje)
- 1968: Cardillac
- 1969: Ciao Onassis (Cortometraje)
- 1969: Tana (Cortometraje)
- 1969: El amor es más frío que la muerte
- 1969: Katzelmacher
- 1969: Baal (Película para televisión)
- 1969: Dios de la peste (Götter der Pest)
- 1969: Por qué corre amok el señor R.? (Warum Läuft Herr R. Amok?)
- 1969–71: Willi Tobler und der Untergang der 6. Flotte
- 1970: El soldado americano (Der amerikanische Soldat)
- 1970: Niklashauser Fart (película para televisión)
- 1970: Weg vom Fenster
- 1970: Ein großer graublauer Vogel
- 1971: Rio das Mortes
- 1971: Pioniere in Ingolstadt (película para televisión)
- 1971: Einer wird verletzt, träumt, stirbt und wird vergessen (Cortometraje)
- 1971: Oberschüler (Cortometraje)
- 1971: Jakob von Gunten (Cortometraje)
- 1971: Händler der vier Jahreszeiten (Película para televisión)
- 1971: Taxi, por favor (Cortometraje)
- 1971: Land (Película para televisión)
- 1971: Akkord (Cortometraje)
- 1972: Ludwig – Requiem für einen jungfräulichen König (Película para televisión)
- 1972: Harlis
- 1972/73: Acht Stunden sind kein Tag (Película para televisión)
- 1972: La libertad de Bremen (Bremer Freiheit; película para televisión)
- 1972: Wildwechsel (Película para televisión)
- 1972–74: Fontane Effi Briest
- 1973: Mona y el sarcófago (Mona und der Sarg; cortometraje)
- 1973: Ich kann auch 'ne Arche bauen (Película para televisión)
- 1974: Die letzten Tage von Gomorrha (Película para televisión)
- 1974: Karl May
- 1974: Am Rande der Autobahn
- 1974: Terremoto en Chili (Erdbeben in Chili; película para televisión)
- 1975: Der letzte Schrei
- 1975: Die Wohngenossin (película para televisión)
- 1975: Winifred Wagner und die Geschichte des Hauses Wahnfried 1914–1975 (Documental)
- 1975: Berlinger
- 1976: Vera Romeyke ist nicht tragbar
- 1976: Sprich mit mir wie der Regen (Cortometraje)
- 1976: Bomber & Paganini
- 1976: Das Brot des Bäckers
- 1977: Der Mädchenkrieg
- 1977: El huevo de la serpiente (Das Schlangenei; grabaciones adicionales)
- 1977: Nur ein kleines bißchen Liebe (Cortometraje)
- 1977: Hitler, ein Film aus Deutschland
- 1977: Klaras Mutter (Película para televisión)
- 1977: Taugenichts
- 1978: Deutschland im Herbst
- 1978-1982: Kottan investiga (Kottan ermittelt; serie para televisión (14 episodios))
- 1978: H-Moll-Messe (Dokumentarfilm)
- 1978: El sastre de Ulm (Der Schneider von Ulm; Grabaciones de modelo)
- 1978: La caída (Der Sturz)
- 1978: Kassbach – Un retrato (Kassbach – Ein Porträt)
- 1979: Santa Lucia (Película para televisión)
- 1979: Milo Milo
- 1980: La pureza del corazón (Die Reinheit des Herzens)
- 1980: Soweit das Auge reicht
- 1980: Kaltgestellt
- 1980: Match (Película para televisión)
- 1981: Geld oder Leben (Película para televisión)
- 1981: Bekenntnisse des Hochstaplers Felix Krull (Miniserie)
- 1984: Unerreichbare Nähe
- 1984: Rainhard Fendrich: Elf Titel (Película para televisión)
- 1984: Liebe läßt alle Blumen blühen
- 1984: Die Försterbuben (Película para televisión)
- 1985: Padres e hijos (Väter und Söhne; Miniserie)
- 1985: Rudolfsee (Película para televisión)
- 1986: El levantamiento (Der Aufstand; Película para televisión)
- 1987: El Joker (Der Joker)
- 1987: War and Remembrance (Miniserie)
- 1988: Gesprengte Ketten – Die Rache der Gefangenen (The Great Escape II: The Untold Story)
- 1989: Dos mujeres (Zwei Frauen)
- 1989: Carl Anton Postl aus Poppitz bei Znaim / Charles Sealsfield (Documental para televisión)
- 1990: Das serbische Mädchen
- 1990: The Rose and the Jackal (Película para televisión)
- 1990: Silhouette (Película para televisión)
- 1990: Dark Shadows (Película para televisión)
- 1991: Geliebte Milena
- 1991: Ted & Venus
- 1991: Wedlock / Deadlock (Película para televisión)
- 1991: Jaque al asesino (Knight Moves)
- 1992-1993: Salz auf unserer Haut … und der Himmel steht still (The Innocent)
- 1993: El chico y yo (Me and the Kid)
- 1994: El color de la noche (Color of Night)
- 1994: La máquina (Die Maschine)
- 1995: Eine Couch in New York
- 1996: Snakes & Ladders
- 1996: In the Lake of the Woods
- 1997: The Way We Are (Quiet Days in Hollywood)
- 1997: El pacificador (Peacemaker)
- 1998: Deep Impact

## Premios
- 1970: Premio de cine alemán por varias películas
- 1989: Nominación a Premio ASC (War and Remembrance)
- 1989: Nominación a Premio Emmy (War and Remembrance)